# 御马监
御马监是明代宦官二十四衙门之一，掌管內府馬政。御馬監既涉及與宮中經濟事務，如皇莊、牧馬草場；又與兵部相關，明代中葉之後“近日内臣用事稍关兵柄者，轧改御马衔以出，如督抚之兼司马中丞，亦僭拟甚矣。”由此可見，明代宦官出鎮地方、提督軍務，大多改借御馬監官銜外出。

## 組織
御馬監掌管騰驤四衛營馬匹及象房等事。沈德符说，司礼监為十二监中第一署，至於御马监“雖最後設”，但所掌與兵部相關。御马监的草料场有里草场、中府草场和天师庵草场三处，时称“三场”，用於建仓储料。御馬監還會養猴子，一說養母猴可以辟馬瘟疫。明代於南北兩京均設有御馬監，北京御馬監位於皇城東北景山東側，今天的沙灘北街、沙灘後街、北大紅樓一帶。清代顺治时十三衙门亦有御马监，順治十八年（1661年）輔政大臣主政後廢除，改為阿敦衙門（上駟院）。

### 已知御馬監內部組織[5]
- 掌印太監，一員；
- 僉書，若干；
- 掌司，若干；
- 寫字，若干；
- 拿馬，若干；
- 四衛、勇士營監督，各一員；
- 大壩等馬房正副提督，各一員；
- 裏、中府、天師庵草場掌場，一員；
- 裏、中府、天師庵草場貼場，一二十員；
- 裏、中府、天師庵草場僉書，數十員；
- 象房掌房，若干。

## 曾任御馬監太監的著名宦官
汪直：是明朝成化年间的知名宦官，首创西厂。

## 明历代御马监太监
- 洪武：
- 永乐：海寿
- 洪熙：刘顺
- 宣德：王瑾
- 正统：王振
- 景泰：
- 天顺：陈瑄
- 成化：郑同、汪直、叶达[7]、张本、郭镛、刘永诚、黎义
- 弘治：邓原、邓贤、景聪、张恕、韦经、杜甫
- 正德：张通、苏璋[8]、魏文质、潘忠、宁诚、崔安、梁裕、李文才、杨端、王玉、李能、姜林、武忠、陈浩
- 嘉靖：徐銮、孙瑛、李政、吕进、孙洪、高忠、孟升、徐銮、席良、魏清
- 隆庆：
- 万历：何朝虔、卢永寿、白忠、商经颖[9]
- 泰昌：
- 天启：杨松泉[10]
- 崇祯：武俊